# (7462) Grenoble
(7462) Grenoble est un astéroïde de la ceinture principale, découvert le 20 novembre 1984 par Edward L. G. Bowell sur le site d'Anderson Mesa de l'Observatoire Lowell en Arizona (États-Unis). Il a été nommé en l'honneur de la ville française de Grenoble, située dans les Alpes.
Sa désignation provisoire était 1984 WM1.